# Moczulna
Moczulna, Moczulno (biał. Мачуліна, ros. Мочулино) – wieś na Białorusi, w rejonie wołkowyskim obwodu grodzieńskiego, około 10 km na północ od Wołkowyska.

## Historia
Wieś znana była od XVI wieku. Od 1542 roku majątkiem zarządzała (na prawach zastawu) rodzina Olendzkich. Właścicielem wsi był wtedy Szczęsny Hołowczyński, kasztelan miński, który m.in. w 1553 roku zbudował tu kościół. W 1578 roku majątek przeszedł na własność Olendzkich herbu Rawicz, którzy m.in. przekształcili tutejszy kościół katolicki w zbór kalwiński (wzgórze, gdzie znajdowała się świątynia, do dziś nazywane jest przez lokalnych mieszkańców „Kalwińską Górą”). Moczulna pozostawała w rękach rodziny Olendzkich do 1939 roku.
Po III rozbiorze Polski w 1795 roku Moczulna, wcześniej należąca do powiatu wołkowyskiego województwa nowogródzkiego Rzeczypospolitej, znalazła się na terenie powiatu wołkowyskiego (ujezdu), wchodzącego w skład kolejno guberni: słonimskiej, litewskiej i grodzieńskiej Imperium Rosyjskiego. Po ustabilizowaniu się granicy polsko-radzieckiej w 1921 roku wieś wróciła do Polski, weszła w skład gminy Roś powiatu wołkowyskiego województwa białostockiego, od 1945 roku – była w ZSRR, od 1991 roku – na terenie Republiki Białorusi.
W XIX wieku istniała we wsi kaplica katolicka.
W 1940 roku mieszkających tu Polaków zesłano do obwodu archangielskiego.
W 2009 we wsi mieszkało 411 osób.

## Dawny dwór
Olendzcy wybudowali tu w drugiej połowie XVIII wieku okazały, reprezentacyjny, modrzewiowy (ale otynkowany) dwór. Był to dom wzniesiony na wysokiej podmurówce z kamienia polnego, 15-osiowy, na planie wydłużonego prostokąta. Oba skrzydła były parterowe, a centralna, trzyosiowa część była piętrowa. Przed tą częścią był portyk w wielkim porządku. Jego trójkątny szczyt był podparty dwiema parami kolumnami. Dom był przykryty bardzo wysokim, łamanym czterospadowym dachem gontowym z dwiema parami prostokątnych lukarn.
Dom zawierał kilkanaście pokoi w układzie dwutraktowym, amfiladowym. Był otoczony 10-hektarowym parkiem. Nie przetrwał II wojny światowej.
Majątek w Moczulnie jest opisany w 2. tomie Dziejów rezydencji na dawnych kresach Rzeczypospolitej Romana Aftanazego.